# 扎比内·约翰
扎比内·约翰（德語：Sabine John，1957年10月16日—），德国女子田径运动员，主攻全能项目。她曾代表东德参加1988年夏季奥林匹克运动会田径比赛，获得女子七项全能银牌。